# Ippling
Ippling [iplɛ̃] est une commune française située dans le département de la Moselle et le bassin de vie de la Moselle-Est, en région Grand Est.

## Géographie
|          | Rouhling    |               |
| Hundling | Ippling     | Sarreguemines |
|          | Woustviller |               |

Aux XVIIIe et XIXe siècles Ippling comprend trois quartiers :
- le « Oberdorf », autour de la ferme.
- le « Unterdorf » ou « Dorf », situé entre le « Oberdorf » et le Strichbach.
- le « Waldland », sur la rive droite du Strichbach.

### Hydrographie
La commune est située dans le bassin versant du Rhin au sein du bassin Rhin-Meuse. Elle est drainée par le ruisseau l'Altwiesenbach et le ruisseau le Strichbach.
Le ruisseau l'Altwiesenbach, d'une longueur totale de 11 km, prend sa source dans la commune de Loupershouse et se jette  dans la Sarre à Sarreguemines, après avoir traversé sept communes.
Le Strichbach, d'une longueur totale de 10,3 km, prend sa source dans la commune de Tenteling et se jette  dans l'Altwiesenbach  à Sarreguemines, après avoir traversé six communes.

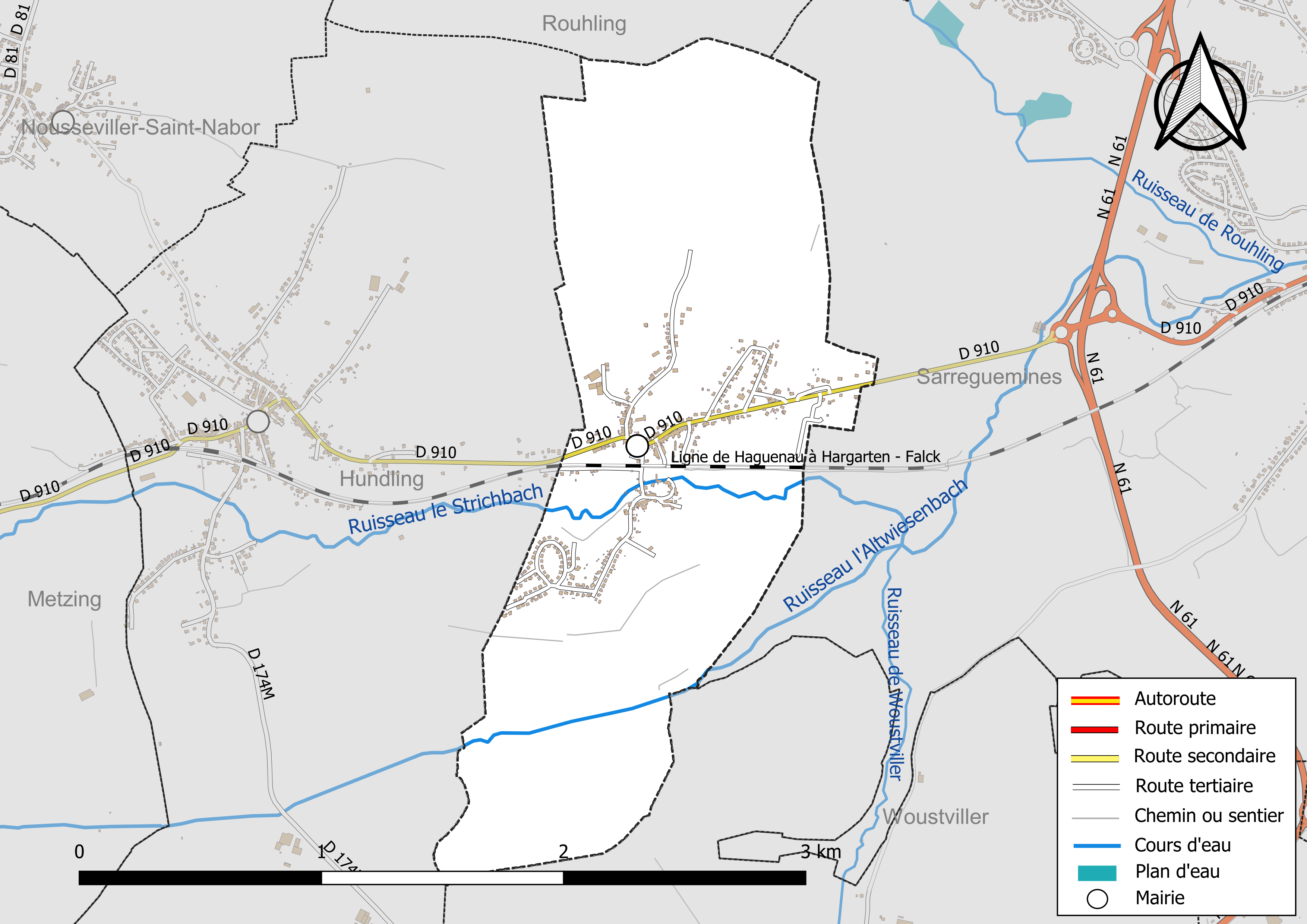
Réseaux hydrographique et routier d'Ippling.

La qualité du ruisseau l'Altwiesenbach et du ruisseau le Strichbach peut être consultée sur un site spécial géré par les agences de l’eau et l’Agence française pour la biodiversité.

### Climat
Pour des articles plus généraux, voir Climat du Grand Est et Climat de la Moselle.
En 2010, le climat de la commune est de type climat des marges montargnardes, selon une étude du Centre national de la recherche scientifique s'appuyant sur une série de données couvrant la période 1971-2000. En 2020, Météo-France publie une typologie des climats de la France métropolitaine dans laquelle la commune est exposée à un climat semi-continental et est dans une zone de transition entre les régions climatiques « Lorraine, plateau de Langres, Morvan » et « Vosges ». 
Pour la période 1971-2000, la température annuelle moyenne est de 9,9 °C, avec une amplitude thermique annuelle de 17,2 °C. Le cumul annuel moyen de précipitations est de 863 mm, avec 11,8 jours de précipitations en janvier et 9,3 jours en juillet. Pour la période 1991-2020, la température moyenne annuelle observée sur la station météorologique de Météo-France la plus proche, « Seingbouse », sur la commune de Seingbouse à 13 km à vol d'oiseau, est de 10,5 °C et le cumul annuel moyen de précipitations est de 731,4 mm. 
La température maximale relevée sur cette station est de 37,9 °C, atteinte le 25 juillet 2019 ; la température minimale est de −17 °C, atteinte le 20 décembre 2009,,. 
Les paramètres climatiques de la commune ont été estimés pour le milieu du siècle (2041-2070) selon différents scénarios d'émission de gaz à effet de serre à partir des nouvelles projections climatiques de référence DRIAS-2020. Ils sont consultables sur un site spécial publié par Météo-France en novembre 2022.

## Urbanisme

### Typologie
Au 1er janvier 2024, Ippling est catégorisée bourg rural, selon la nouvelle grille communale de densité à sept niveaux définie par l'Insee en 2022.
Elle est située hors unité urbaine. Par ailleurs la commune fait partie de l'aire d'attraction de Sarreguemines (partie française), dont elle est une commune de la couronne,. Cette aire, qui regroupe 48 communes, est catégorisée dans les aires de 50 000 à moins de 200 000 habitants,.

### Occupation des sols
L'occupation des sols de la commune, telle qu'elle ressort de la base de données européenne d’occupation biophysique des sols Corine Land Cover (CLC), est marquée par l'importance des territoires agricoles (51,2 % en 2018), en diminution par rapport à 1990 (53,4 %). La répartition détaillée en 2018 est la suivante : 
forêts (29,7 %), prairies (19,8 %), terres arables (15,9 %), zones agricoles hétérogènes (15,5 %), zones urbanisées (15,3 %), zones humides intérieures (3,8 %). L'évolution de l’occupation des sols de la commune et de ses infrastructures peut être observée sur les différentes représentations cartographiques du territoire : la carte de Cassini (XVIIIe siècle), la carte d'état-major (1820-1866) et les cartes ou photos aériennes de l'IGN pour la période actuelle (1950 à aujourd'hui).

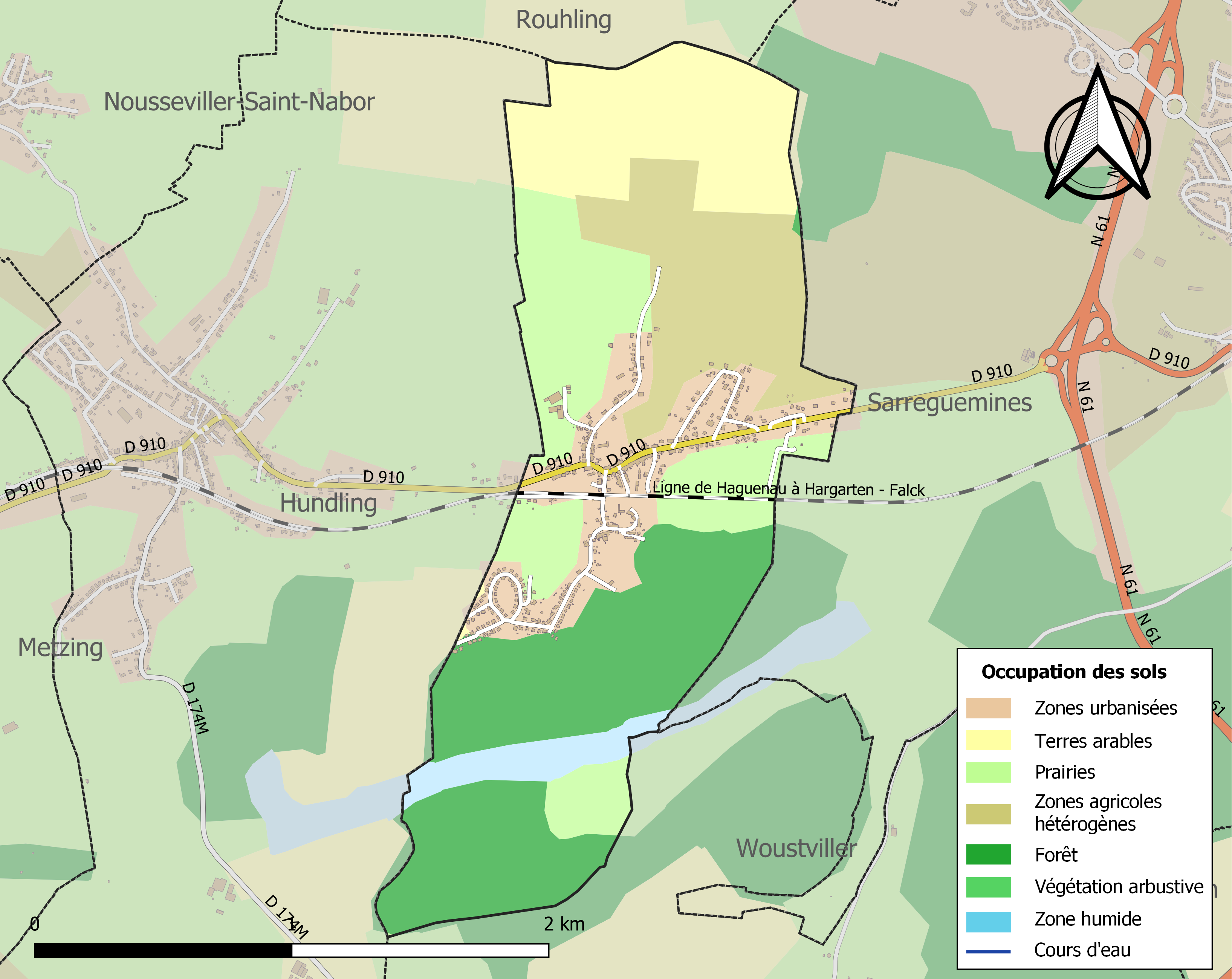
Carte des infrastructures et de l'occupation des sols de la commune en 2018 (CLC).

## Toponymie
- Ilbinga (1267), Ipplingen (1700), Iplingen (1751), Yppling (1801), Ipling (carte Cassini), Epling (carte de Durival), Iplingen (1871-1918).
- Iblinge en francique lorrain[15].
- Sobriquet des habitants : Ipplinger Stänbeck (les bouquetins d’Ippling)[16].

## Histoire
- vraisemblablement constitué à l’époque des Carolingiens. une présence humaine datant de l’époque médiévale se situe au sud-est. Le propriétaire du ban a construit une ferme qui est le point de départ du village (actuelle rue de Rouhling).
- la famille Von Kerpen achète la ferme seigneuriale d’Ippling et les terres qui en dépendent en 1552. Le baron Von Kerpen, qui possède aussi la haute justice sur le village, gère ce bien selon le droit du Saint-Empire romain germanique.
- Dépendait de l'ancienne province de Lorraine, dans le bailliage de Sarreguemines (1751-1789).

## Politique et administration
| Période                                  | Période   | Identité        | Étiquette | Qualité |
| ---------------------------------------- | --------- | --------------- | --------- | ------- |
| mars 1987                                | mars 2001 | Gérard Bock     |           |         |
| mars 2001                                | mars 2008 | Patrice Kilh    |           |         |
| mars 2008                                | En cours  | Philippe Legato |           |         |
| Les données manquantes sont à compléter. |           |                 |           |         |

## Démographie
L'évolution du nombre d'habitants est connue à travers les recensements de la population effectués dans la commune depuis 1793. Pour les communes de moins de 10 000 habitants, une enquête de recensement portant sur toute la population est réalisée tous les cinq ans, les populations de référence des années intermédiaires étant quant à elles estimées par interpolation ou extrapolation. Pour la commune, le premier recensement exhaustif entrant dans le cadre du nouveau dispositif a été réalisé en 2007.

En 2022, la commune comptait 790 habitants, en évolution de +3,81 % par rapport à 2016 (Moselle : +0,52 %, France hors Mayotte : +2,11 %).
| 1793 | 1800 | 1806 | 1821 | 1836 | 1841 | 1861 | 1866 | 1871 |
| ---- | ---- | ---- | ---- | ---- | ---- | ---- | ---- | ---- |
| 215  | 292  | 334  | 361  | 477  | 466  | 440  | 444  | 422  |

| 1875 | 1880 | 1885 | 1890 | 1895 | 1900 | 1905 | 1910 | 1921 |
| ---- | ---- | ---- | ---- | ---- | ---- | ---- | ---- | ---- |
| 376  | 369  | 368  | 426  | 448  | 480  | 462  | 436  | 451  |

| 1926 | 1931 | 1936 | 1946 | 1954 | 1962 | 1968 | 1975 | 1982 |
| ---- | ---- | ---- | ---- | ---- | ---- | ---- | ---- | ---- |
| 485  | 476  | 473  | 452  | 446  | 558  | 599  | 673  | 637  |

| 1990 | 1999 | 2006 | 2007 | 2012 | 2017 | 2022 | - | - |
| ---- | ---- | ---- | ---- | ---- | ---- | ---- | - | - |
| 640  | 700  | 757  | 765  | 734  | 785  | 790  | - | - |

## Culture locale et patrimoine

### Lieux et monuments
- Monument aux morts, près de l'église.
- Stade de la Forêt.

#### Édifice religieux
- Église de la Visitation 1831, de style grange.

### Héraldique
| Blason de Ippling | Blason  | D'argent à la fasce vivrée de gueules, accompagnée en chef d'une croisette pattée de sable et en pointe d'une étoile d'azur. |
| Blason de Ippling | Détails | Le statut officiel du blason reste à déterminer.                                                                             |